# Округ Морган (Охајо)
Округ Морган (енгл. Morgan County) је округ у америчкој савезној држави Охајо.

## Демографија
По попису из 2010. године број становника је 15.054, што је 157 (1,1%) становника више него 2000. године.
| Група             | 2000.          | 2010.          |
| Белци             | 13.908 (93,4%) | 13.972 (92,8%) |
| Афроамериканци    | 508 (3,4%)     | 432 (2,9%)     |
| Азијати           | 12 (0,1%)      | 17 (0,1%)      |
| Хиспаноамериканци | 61 (0,4%)      | 97 (0,6%)      |
| Укупно            | 14.897         | 15.054         |